# Barbe
Barbe var en lång spetsremsa som tillsammans med mössan utgjorde en viktig del av kvinnans huvudprydnad i början av 1700-talet. De finaste spetsarna var sydda eller knypplade.